# Assassinat d'Helena Jubany i Lorente
L'assassinat d'Helena Jubany i Lorente (Barcelona, 27 de febrer de 1974 - Sabadell, 2 de desembre de 2001) fou un homicidi comès contra una jove bibliotecària de 27 anys que va ser trobada morta a Sabadell el 2 de desembre de 2001 després de ser llançada al buit en un pati interior, despullada i amb diverses cremades al cos.
El cas es va sobreseure i no es va arribar a celebrar el judici. Mai no es van arribar a esclarir totalment les circumstàncies, el mòbil ni els autors materials de l'assassinat. El procés va patir certes irregularitats i l'única persona acusada pels fets mai no va admetre'n l'autoria i va suïcidar-se mentre era a la presó. El 23 de març de 2020 el programa Crims de TV3 va emetre un capítol doble sobre aquest cas.

## Context
Helena Jubany era una periodista, bibliotecària i escriptora mataronina, vinculada a l'activitat cultural i social de la comarca. Havia iniciat la seva carrera professional fent pràctiques a El Punt del Maresme, a Televisió de Mataró i a la llibreria Robafaves de la capital del Maresme. Des de l'any 2000, treballava com a bibliotecària a Sentmenat, a la biblioteca local, on s'encarregava de la secció infantil. Arran d'aquesta nova feina va anar a viure sola a un pis del barri de Sol i Padrís de Sabadell. Des d'aleshores, va començar a col·laborar amb la Secció Natura de la Unió Excursionista de Sabadell (UES).
El 17 de setembre de 2001, l'Helena es va trobar al portal de casa una ampolla d'orxata i unes pastes amb una nota escrita a mà. La nota deia:
| « | Helena, sorpresa. Passàvem per aquí i hem dit: a veure l'Helena què s'explica. Som ???? (et farem un truc) [“A menjar-s'ho tot”]. | » |

El fet que fos orxata no és gens banal, perquè era la seva beguda preferida, de manera que l'autor de la nota ho havia de saber. No se sap si l'Helena s'ho va menjar o beure, o no.
Dies després, el 9 d'octubre va trobar un nou obsequi a la porta de casa, aquesta vegada, un suc de fruites Granini de préssec, acompanyat d'una segona nota manuscrita on s'indicava que es prengués amb bon humor l'anècdota, que aviat es revelaria el misteri. La nota deia:
| « | Helena, abans que cap altra cosa esperem que et prenguis això amb el mateix sentit de l'humor que nosaltres. A la tercera et destaparem el misteri. És força segur que et facis un bon tip de riure. Ens agradaria molt tornar a coincidir en una excursió de la UES. Ja en parlarem! Ara anem a veure si trobem un lloc bueno, bonito i barato a Sabadell per perfeccionar l'anglès. Ah! Bon profit, no ens facis un lleig, eh?! A la tercera ja ens convidaràs tu, no ho posem en dubte. Petons.” | » |

Aquesta vegada Jubany sí que va tastar el suc, però en fer-ho es va trobar malament i no se'l va acabar. Intrigada, va encarregar-ne una anàlisi en un laboratori de Sabadell, on es va detectar que el suc contenia benzodiazepina, un tipus de somnífer.

## Assassinat

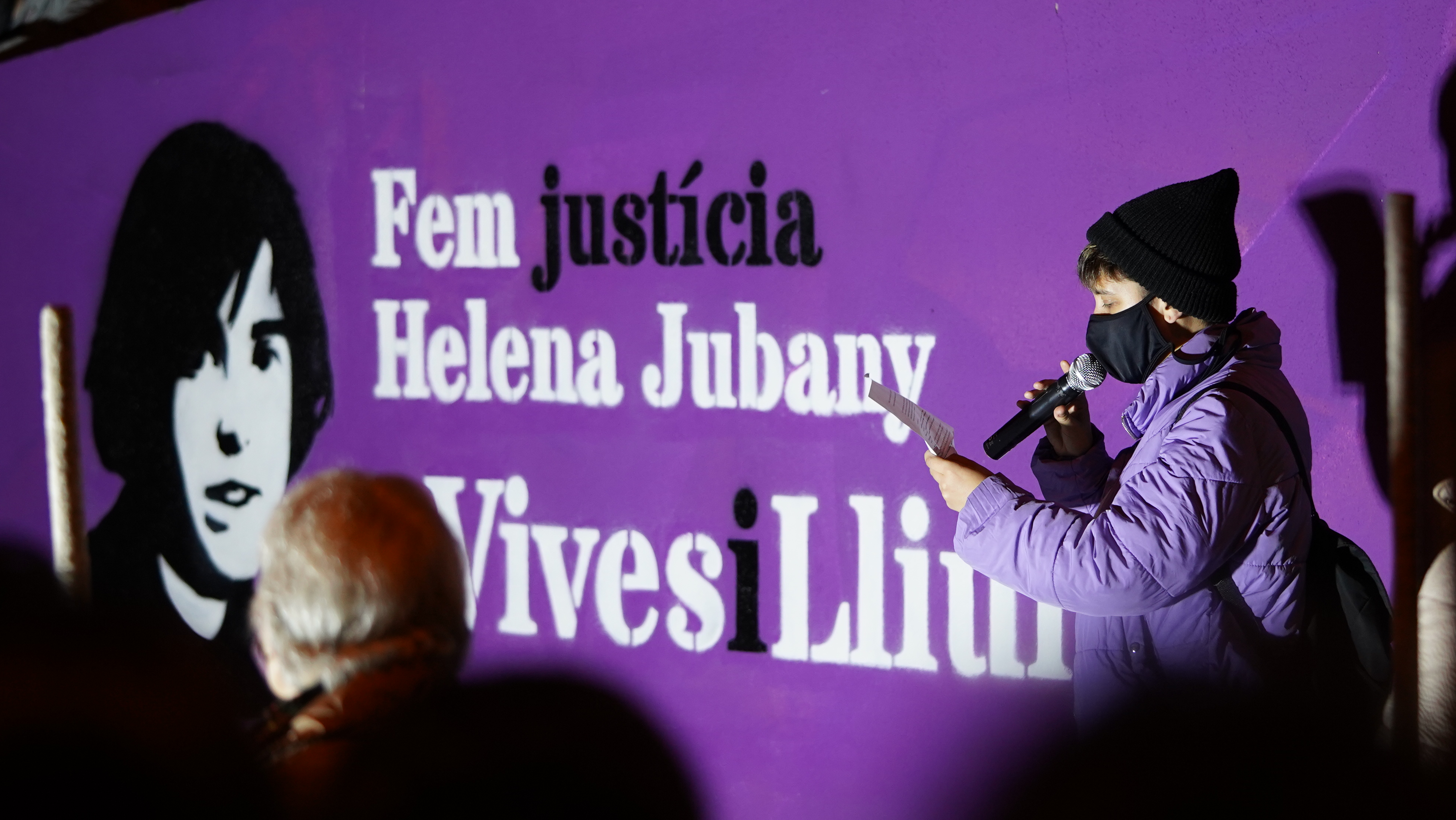
Lectura de manifest durant la diada contra la violència a les dones (25 de novembre) a Sabadell, l'any 2020.

L'Helena Jubany va sortir de casa el divendres 30 de novembre a les dotze del migdia, després d'haver estat treballant amb l'ordinador, i ja no va presentar-se a la biblioteca de Sentmenat, on treballava. Segons la investigació, aquell dia hauria rebut una trucada telefònica al matí, i al migdia, hauria sortit de casa amb el cotxe fins al carrer de Calvet d'Estrella, 48, de Sabadell. Allà, al pis de dos coneguts seus —Muntsa Careta, mestra, i Santi Laiglesia, advocat criminalista—, algú la va drogar, deixar inconscient i segrestar. Una situació que s'allargaria tot el dissabte, segons les investigacions del sumari, elaborat per dos forenses, que expliquen que passen moltes hores fins que el cos elimina una substància com la benzodiazepina per l'orina.
Posteriorment, encara amb vida, la van pujar fins al terrat del mateix edifici, des d'on va ser llançada entre les tres i les cinc de la matinada del dia 2 de desembre, amb una dosi de somnífers 35 vegades superior a la normal, però no suficient per causar-li la mort. Va morir per defenestració i impacte al terra, amb 27 anys. L'autòpsia va confirmar que quan va ser llançada, la víctima es trobava en un estat de semi-coma.
El cos va caure, xocant contra els estenedors, al pati del darrere de l'edifici; en realitat a la finca veïna, que donava al carrer de Güell i Ferrer, 91-97. Un veí va trobar el cadàver a les 9 del matí del mateix dia 2, despullat, amb cremades en diversos punts del cos i amb el cap desfigurat a conseqüència de l'impacte contra el terra, fet que va impossibilitar la identificació immediata.

## Investigació
El dissabte dia 1 de desembre, l'Helena havia quedat amb el seu pare, Joan Jubany (Mataró, 1945), per dinar a Mataró. Quan va veure que no apareixia, va decidir trucar-li però no va contestar. Diumenge havia quedat amb una amiga i tampoc hi va anar. El seu pare, preocupat, es va desplaçar fins al pis de Sabadell, on no la va trobar. Com que era diumenge, va esperar a dilluns per trucar a la feina, on el van informar que no s'havia presentat a treballar divendres. Arran d'això, el pare de la víctima va denunciar-ne la desaparició. Fou gràcies a la denúncia que la policia va poder identificar el cadàver trobat el dia anterior.
La causa va ser assumida pel jutge Manuel Horacio García, del Jutjat d'Instrucció número 3 de Sabadell. Les primeres indagacions de la policia apuntaven que la víctima "va caure" des de la terrassa comunitària d'un immoble del carrer Calvet d'Estrella, 48, on es van trobar cabells de la víctima. Les robes de Jubany van aparèixer plegades a la terrassa. Les cremades van ser provocades presumiblement abans de ser llançada al solar situat a la confluència dels carrers Calvet d'Estrella i Güell i Ferrer. També se li va trobar una substància blanquinosa a la vagina, però la investigació no va aclarir de què es tractava.
La seva mort va causar un fort impacte a la capital del Maresme, on la víctima era força coneguda en ambients culturals. Els primers interrogatoris a familiars, entorn laboral, veïns i amistats van permetre a la policia determinar que hi havia una persona que tenia relació entre el lloc on va ser trobat el cadàver i la pròpia Helena Jubany. Es tractava de Montserrat Careta i Herrera, la qual tenia el seu domicili al mateix carrer Calvet d'Estrella, concretament en l'immoble des de la terrassa del qual va ser presumptivament llançada la víctima. Les investigacions van apuntar a un triangle on estaven relacionats Montserrat Careta, Santi Laiglesia, advocat criminalista i company sentimental de Careta, i Ana Echaguivel Rad. Tots es coneixien del grup de natura de la Unió Excursionista de Sabadell.
També es va apuntar que les notes manuscrites podrien haver sigut escrites per Montserrat Careta, i part del segon escrit, per l'altra acusada, Ana Echaguivel. Cap dels imputats va poder justificar on eren la nit dels fets, i per què no havien anat a treballar el matí del 3 de desembre. Tant Careta com Laiglesia van participar el dia 2 de desembre en una excursió de la UES, tot i que no hi estaven inscrits prèviament.

### Detencions i suïcidi
El 12 de febrer de 2002 Montserrat Careta va ser detinguda com a presumpta autora del crim. Va ser enviada a presó preventiva sense fiança a la presó de Wad-Ras de Barcelona. Al seu pis es van trobar dos pots de Noctamid, un psicofàrmac, concretament lormetazepam (d'efectes hipnòtics), la mateixa substància que s'havia trobat en el cos de la víctima. La Policia espanyola també va localitzar una capsa de mistos com els que s'havien trobat al terrat i que, suposadament, havien servit per cremar l'Helena. Durant la seva estança a la presó, Careta sempre va defensar la seva innocència a través de les cartes que enviava a familiars i amics.
Mentre Careta era a la presó, el jutge va encausar a Santiago Laiglesia i Ana Echaguivel. El 23 de març es va detenir Echaguivel, llavors de 32 anys i veïna de Sabadell, quan una prova de cal·ligrafia va determinar que era l'autora de la primera meitat del segon anònim que Jubany havia rebut les setmanes prèvies a la seva mort.
El 7 de maig de 2002, Montserrat Careta va ser trobada morta penjada al lavabo de la seva cel·la de la presó de Wad-Ras de Barcelona, segons va informar el seu advocat, Joaquim Escudé. Va deixar una nota on assegurà que era innocent de l'homicidi que se li atribuïa. Tenia una corda de niló lligada al coll. Ana Echaguivel, també en presó preventiva, va ser posada en llibertat amb càrrecs al cap de pocs dies, el juny de 2002.
La tardor de 2002 es va aixecar el secret de sumari, i els familiars d'Helena Jubany van fer una roda de premsa el 3 d'octubre, on l'advocat de la família, Pep Manté, va informar d'una possible hipòtesi homicida atribuïble a un "joc de rol". El representant legal de la família va sostenir que en cap cas la jove va sospitar que formava part del joc macabre que desembocaria en la seva mort. Va afirmar que Jubany havia comentat que rebia anònims però que no estava espantada, només intrigada i encuriosida.
La investigació continuava oberta, per determinar els fets ocorreguts entre les dotze del migdia del 30 de novembre i les nou del matí del 2 de desembre, quan va ser trobat el cadàver. També va mencionar que Santi Laiglesia, que podria ser considerat coautor material de l'assassinat de la noia, no constava en cap dels gairebé 1.000 fulls del sumari. L'advocat de Laiglesia, Joaquim Escuder, va declarar «Vés a saber si sabrem mai què va passar».

### Arxivament de la causa

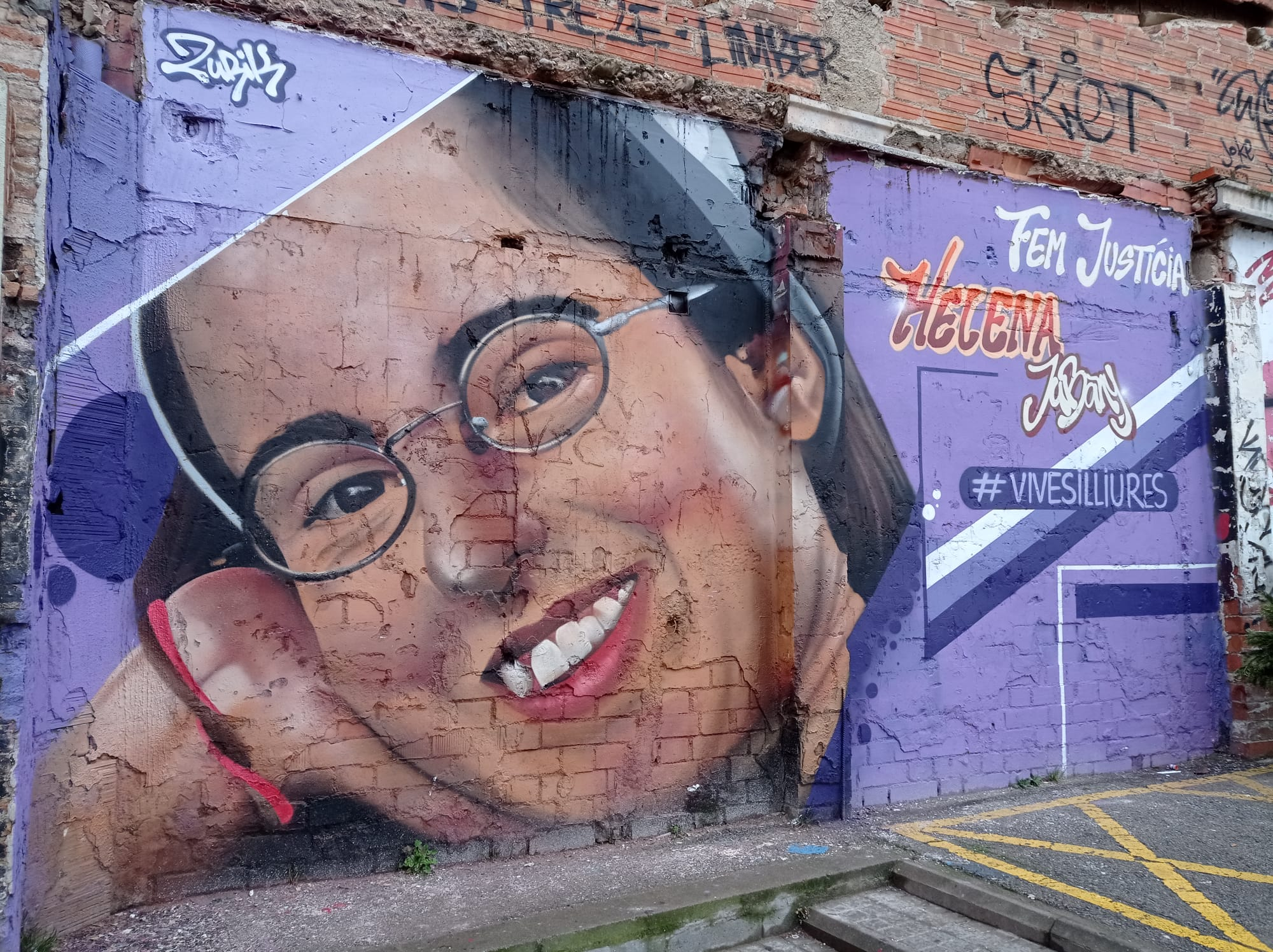
Mural commemoratiu a Sabadell

La causa va ser finalment arxivada l'octubre del 2005, quan el jutge va considerar que la “solidesa de les proves” no era “suficient” per sustentar l'acusació, que també pesava sobre el company sentimental de Careta, Santiago Laiglesia Pla, i sobre Ana Echaguivel, tots membres de la UES.
El 2017 dos estudiants de periodisme, Anna Prats i Iago Garcia, van intentar compilar tota la informació amb la voluntat que algú pugui esclarir els fets. La curiositat és que tant la família de la víctima com la de Montserrat Careta presumpta autora dels fets, consideren que l'autor o autors de l'assassinat “continuen lliures”. Familiars de Careta apunten que Laiglesia, advocat i criminòleg, també dormia quasi sempre al mateix edifici on van ocórrer els fets i, d'acord amb la família Careta, tenia claus del domicili. A més, segons la família, la capsa de mistos i la de Noctamid estaven perfectament col·locades per treure ràpides i fàcils conclusions dos mesos després dels fets. A més, els resultats de la primera prova cal·ligràfica van ser desestimats per estudis fets posteriorment.

### Demanda de reobertura
Els familiars de Jubany i de Careta demanen la reobertura del cas, argumentant irregularitats en la investigació. Qüestionen perquè no es van prendre empremtes dactilars del pis ni del cotxe de l'Helena ni del terrat, i perquè es va trigar hores a escorcollar el pis de la Montse, després d'haver sigut detinguda. També argumenten que les proves semblaven "preparades", ja que si la Montse Careta hagués subministrat efectivament els fàrmacs a Jubany i realitzat les cremades, no hauria deixat les dues proves inculpatòries a casa seva més de dos mesos.
Una altra argumentació que afegeixen és que, encara que Careta fos culpable, la seva complexió menuda no li hauria permès cometre el crim ella sola, ja que, tal com es descriu al sumari, no hauria tingut prou força per pujar el cos inconscient de l'Helena Jubany per les escales. Vivia al tercer pis i es va pujar el cos fins al terrat, situat en un quart pis d'una finca sense ascensor. Tampoc hauria tingut força per, un cop allà, aixecar-lo i llançar-lo daltabaix. El desembre del 2018 es va publicar un estudi lingüístic on es descarta que els anònims rebuts fossin escrits per Montse Careta. De fet, un agent de la policia espanyola creu fermament que l'assassí és Santiago Laiglesia.
Queden per resoldre l'autor i el mòbil del crim, i l'any 2025 prescriu el delicte, segons la llei.
El 3 d'agost de 2020 el jutjat de primera instància 2 de Sabadell va dictar la reobertura de la investigació per l'assassinat d'Helena Jubany, però el 2 de març de 2021 l'Audiència Provincial de Barcelona revocà la demanda d'obertura al·legant que les noves proves no són prou significatives. Malgrat això, el primer de desembre de 2021, el jutjat de primera instància 2 de Sabadell obrí diligències tot citant a declarar un dels sospitosos i demanant una comparativa cal·ligràfica de la lletra del sospitós amb els anònims que havia rebut la víctima. Sembla que el sospitós, membre de la UES, havia escrit un correu electrònic a Helena Jubany amb similituds amb les notes anònimes que havia trobat a la porta.
El 2024 la policia científica va trobar al jersei d'Helena Jubany restes d'ADN compatibles amb el principal investigat pel crim.

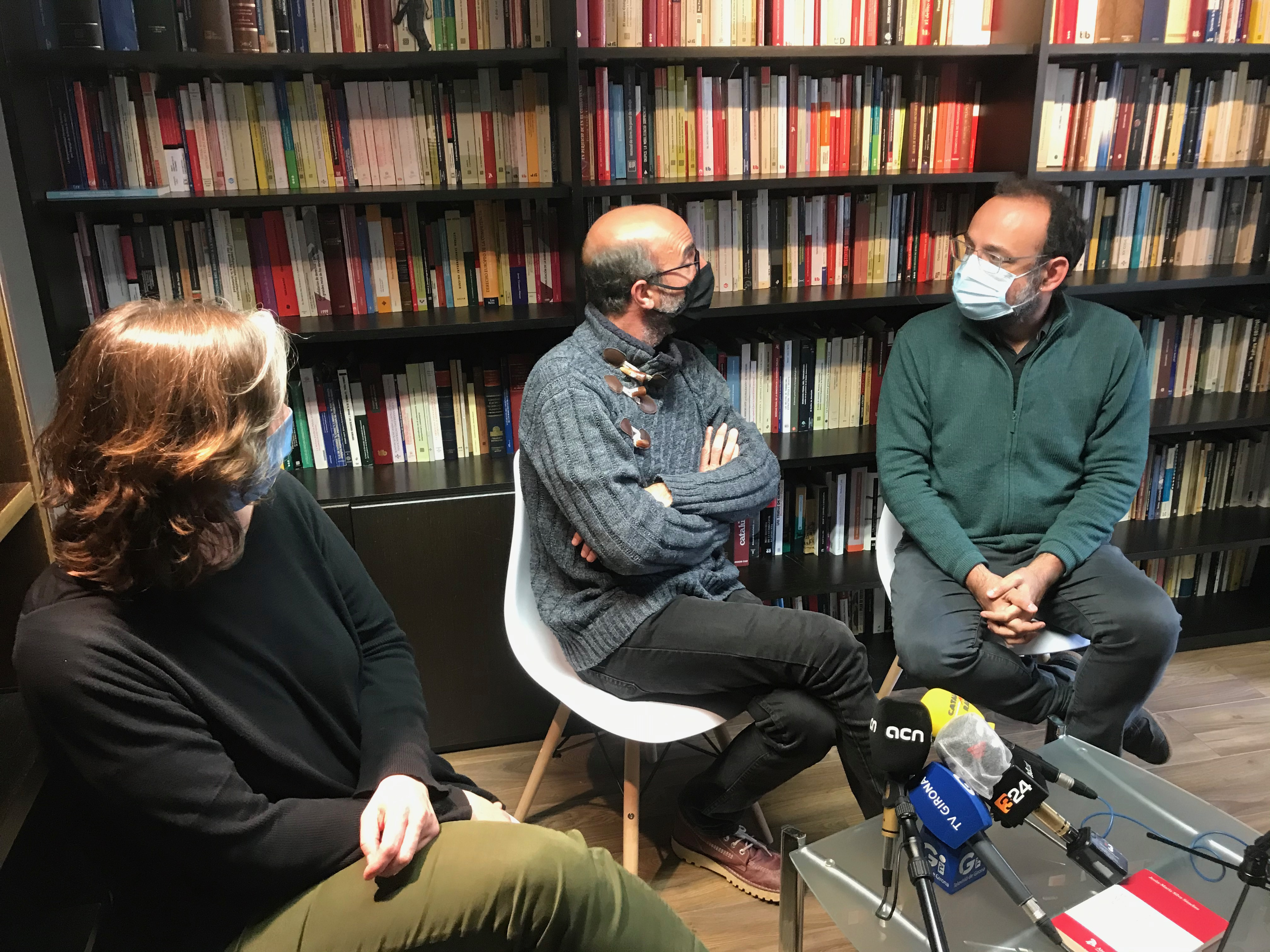
Roda de premsa de la família d'Helena Jubany després de la decisió de l'Audiència de Barcelona de revocar la reobertura del cas

## Llegat

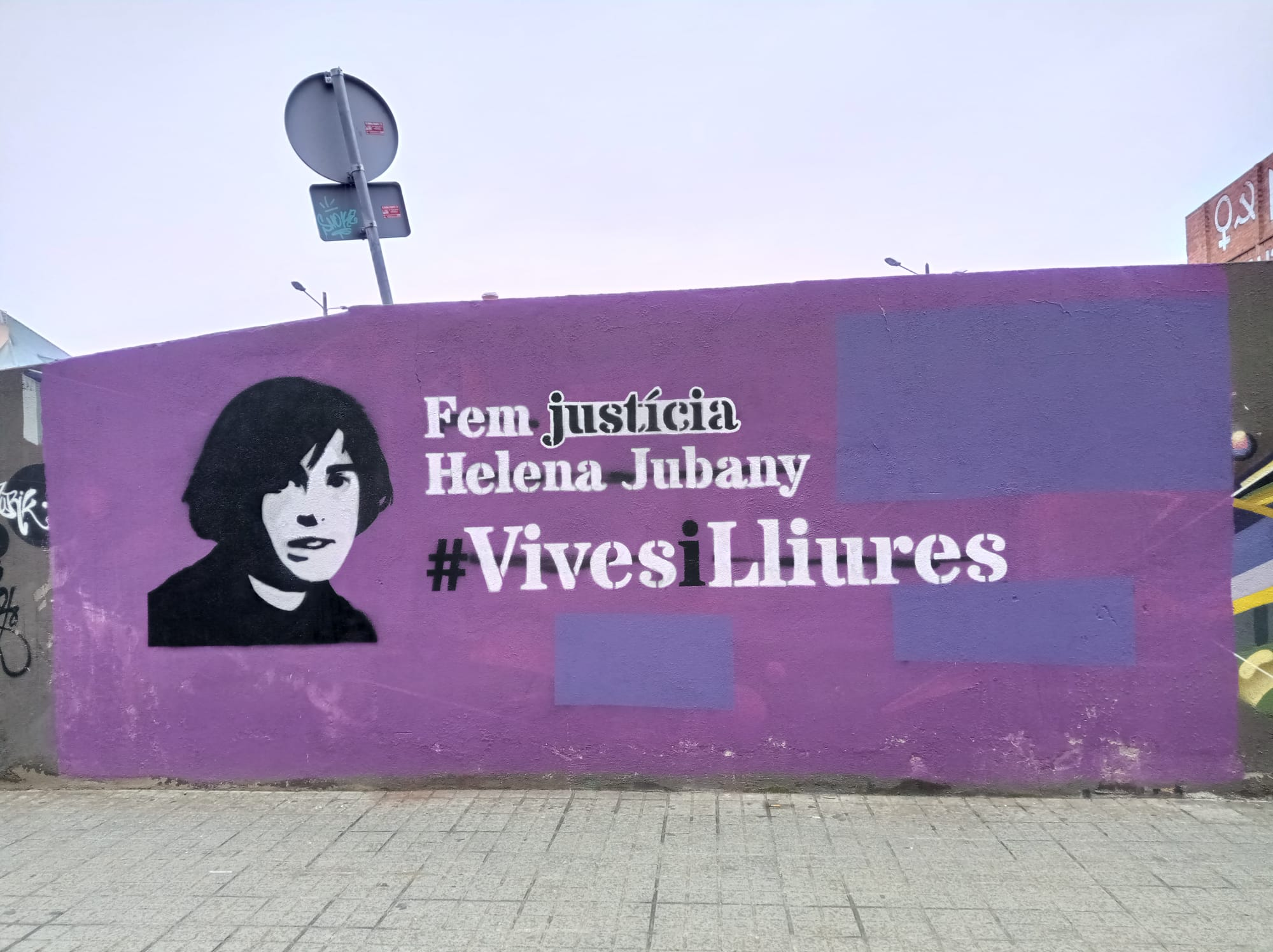
Mural commemoratiu a Sabadell (restaurat 2021)

L'any 2007 es va crear l'Associació Cultural Helena Jubany per mantenir viu el seu record. Aquesta associació, conjuntament amb l’Ajuntament de Mataró i el diari Ara organitzen anualment un premi literari, un guardó de narració curta o de recull de contes per ser explicats que s'entrega cada any a la capital del Maresme.
El 25 de novembre de 2020 a Sabadell, convocades pel Comitè Feminista de Sabadell, unes 300 persones es manifestaren pels carrers del centre de la ciutat amb el lema "Foc al patriarcat", en motiu del Dia Internacional Contra la Violència Masclista. En un mur que del voltant del pàrquing del Vapor Turull, s'hi pintà un mural en record a Helena Jubany.